# Dialectos árabes hilalianos
Los dialectos hilalianos son un continuum de variedades dialectales del árabe nativas del norte de África. Es uno de los dos grandes bloques dialectales en los que se subdivide el árabe magrebí (dariya), siendo el otro el grupo de dialectos prehilalianos.
El término «hilaliano» hace referencia a los Banu Hilal, una confederación de tribus de Arabia que invadieron el norte de África en el siglo XI. En cambio, los dialectos árabes prehilalianos preexistentes aparecieron entre los siglos VII al XII, dado que la conquista musulmana del Magreb se dio, según la historiografía tradicional, en sucesivas oleadas entre los años 642 y 711. La principal diferencia social entre el árabe prehilaliano y el hilaliano es que el primero era hablado por árabes (o bereberes arabizados) de las grandes ciudades, es decir, sedentarios. En cambio, los hilalianos eran principalmente beduinos nómadas. En la actualidad, se está dando un proceso de expansión de los dialectos hilalianos y una lenta desaparición de los prehilalianos.

## Variedades y distribución
Los dialectos hilalianos se encuentran en todo el norte de África, desde las llanuras occidentales de Marruecos y el desierto de Mauritania hasta el oeste de Egipto, incluidos Libia, las Altas Mesetas y la costa de Argelia y Túnez.
Sin embargo, hay varios enclaves de dialectos prehilalianos en esta área, especialmente en las áreas urbanas como Fez, Rabat, Tremecén, Cusantina y Túnez entre otras ciudades. También en varias áreas rurales históricamente sedentarias, como los montes Trara
El árabe hilaliano tiene cuatro variedades principales:
- Dialecto sulaimán (por los Banu Sulaym), hablado en Libia y el sur de Túnez.
- Dialecto hilaliano oriental, hablado en el centro de Túnez y el este de Argelia.
- Dialecto hilaliano central, hablado en el centro y sur de Argelia;
- Dialecto maqil (por los Banu Maqil) en el oeste de Argelia y Marruecos.

El árabe hassanía, que se habla en Mauritania, el Sahara Occidental, el sur de Marruecos y partes del norte de Malí, también se clasifica como maqil.
Los dialectos hilalianos influyeron fuertemente en algunos dialectos urbanos antiguos, como los de Trípoli y Marrakesh. También representan la mayor parte de los dialectos urbanos modernos (lenguas koiné) como los de Casablanca, Orán y Argel.